# Fili Talman
Fili Talman (20 juli 1999) is een Nederlands voetbalspeelster. Sinds 2019 speelt ze voor Excelsior, eerder speelde ze voor BVV Barendrecht.

## Statistieken
| Seizoen | Club   | Land      | Competitie | Wedstrijden | Doelpunten |
| ------- | ------ | --------- | ---------- | ----------- | ---------- |
| 2017/18 |        | Nederland | Eredivisie | 5           | 0          |
| 2019/20 |        | Nederland | Eredivisie | 1           | 0          |
| 2020/21 |        | Nederland | Eredivisie |             |            |
| Totaal  | Totaal | Totaal    | Totaal     | 6           | 0          |

Laatste update: augustus 2020